# Otmíče
Otmíče település Csehországban, a Berouni járásban. Otmíče Praskolesy, Stašov, Lochovice és Libomyšl településekkel határos. Lakosainak száma 186 fő (2024. január 1.).

## Népesség
A település lakosságának változását az alábbi diagram mutatja:
| Lakosok száma | 201  | 215  | 224  | 171  | 157  | 144  | 185  | 180  | 181  | 186  |
|               | 1869 | 1890 | 1921 | 1950 | 1980 | 2001 | 2017 | 2019 | 2022 | 2024 |